# Касті (озеро)
Ка́сті (ест. Kasti lahjuke, Kasti rannajärv) — природне озеро в Естонії, у волості Ляене-Сааре повіту Сааремаа.

## Розташування
Касті належить до Західно-острівного суббасейну Західноестонського басейну.
Озеро лежить на південний захід від села Касті.
Акваторія водойми входить до складу ландшафтного заповідника Касті (Kasti maastikukaitseala).

## Опис
Загальна площа озера становить 3,1 га. Довжина берегової лінії — 1 317 м.